# Ordo Ad Chao
Ordo Ad Chao è il quarto album in studio della band black metal Mayhem. Il titolo, dal latino "dall'ordine al caos", è un'inversione del principio massonico ordo ab chao ("ordine dal caos").
Esce nel 2007 con il ritorno alla voce di Attila Csihar, che compare nella formazione di un album della band norvegese per la seconda volta (la prima era stata nell'album di debutto di oltre dieci anni prima, ovvero De Mysteriis Dom Sathanas del 1994).
Attila sostituisce Maniac, uscito dalla band per motivi di salute.
Questo album è inoltre l'ultimo in cui compare il chitarrista e principale compositore Blasphemer, uscito dalla band nel 2008.
L'album si aggiudica uno Spellemannprisen, corrispondente norvegese dei Grammy Awards, nel 2007 nella categoria miglior album metal dell'anno.

## Tracce
1. A Wise Birthgiver – 3:30
2. Wall of Water – 4:40
3. Great Work of Ages – 3:52
4. Deconsecrate – 4:07
5. Illuminate Eliminate – 9:40
6. Psychic Horns – 6:32
7. Key to the Storms – 3:52
8. Anti – 4:33

## Formazione
- Attila Csihar - voce
- Blasphemer - chitarra
- Necrobutcher - basso
- Hellhammer - batteria